# آن دائه-هیون
آن دائه-هیون (انگلیسی: An Dae-hyun؛ زادهٔ ۲۸ اکتبر ۱۹۶۲) کشتی‌گیر اهل کره جنوبی است.